# 艶艶メッセンジャー
艶艶メッセンジャー（あでつやメッセンジャー）は、朝日放送で不定期に放送していた吉本興業の芸人メッセンジャーが司会するバラエティ特番。2005年から2008年まで7回放送されていた。

## 概要
2005年に『うめだメッセ』と言うタイトルでスタート。放送開始はテレビ大阪のレギュラー番組「メッセ弾」より早く、事実上メッセンジャー初の冠番組といえる。
2008年10月31日にうめだ花月閉館を機に『艶艶メッセンジャー』と改題された。
メッセンジャーを中心とした京橋花月（前身はうめだ花月）に出演している芸人達が「女の子のことをもっと知ろう」をテーマに色々な企画に挑戦する。毎回、深夜ならではのお色気も満載の豪快な番組である。

## 出演者
- メッセンジャー（黒田有・あいはら雅一）
- ケンドーコバヤシ
- 小籔千豊
- たむらけんじ
- 高橋茂雄（サバンナ）
- シャンプーハット（小出水直樹・宮田てつじ）
- 月亭八光
- 山里亮太（南海キャンディーズ）
- 中山功太
- 木村卓寛（天津）
- 畑中フー - ナレーション

過去
- 清水キョウイチ郎（第1回 - 第4回に出演）
毎回ドッキリに引っ掛けられていた。第5回の放送前に本人が急逝したため、第5回はとろサーモンの久保田和靖がターゲットとなった。
- ブラックマヨネーズ（小杉竜一・吉田敬）
- チュートリアル （徳井義実・福田充徳）
- 須知裕雅（ビッキーズ）
- 千鳥（大悟・ノブ）
- 羽谷直子（当時ABCアナウンサー、2008年11月に番組宣伝部へ異動）

## 主な企画
- パラ太郎が行く
- 行列のできる!?恋愛相談所

## 放送日時
- 第2回 - 2005年6月24日金曜日・25:29 - 27:29（フリーチャンネル枠）
- 第3回 - 2005年9月30日金曜日・24:24 - 25:19（フリーチャンネル枠）
- 第4回 - 2005年12月27日火曜日・23:40 - 26:05
- 第5回 - 2006年12月27日水曜日・23:40 - 26:00
- 第6回 - 2007年12月27日木曜日・23:40 - 26:00
- 第7回 - 2008年12月26日金曜日・23:20 - 25:20（タイトルとして改題）

## スタッフ
- 構成：やまだともカズ、岸本尚久、友光哲也
- SW：林謙一郎
- カメラ：寺岡憲一、猪上義浩、脇坂祐司、大出佑子
- 音声：梶巻久仁彦、直田輝彦、久留本純子
- 映像調整：三本管彰
- 照明：前田幸一
- ENG：西田慶仁・長野允耶（ABC）
- EED：赤羽直樹、柳原正子
- MA・音効：黒澤秀一
- CG：渕野由美
- 美術：國嶋芳子（ABC）
- 番宣：森本美穂（ABC）
- デスク：田村圭（ABC）
- AD：渡辺恒史、廣田弥生、吉井大二郎
- ディレクター：鈴木洋平（ABC）、空口一城（Be-WILD）、山下純平
- AP：薮内美賀（よしもとクリエイティブ・エージェンシー）
- チーフディレクター：小城修哉（ABC）
- プロデューサー：岩城正良（ABC）、松本啓邦（よしもとクリエイティブ・エージェンシー）
- 編成・チーフプロデューサー：板井昭浩（ABC）
- 技術協力：トラッシュ、アーチェリー、ターザン、マウス、戯音工房
- 美術協力：つむら工芸、まいど、高津商会、京阪商会、デンコー、シュプール、百花園
- スタッフ協力：ヴォックス（2007年までがビーワイルド）、アイ・ティ・エス、侍
- 制作協力：吉本興業
- 制作・著作：ABC